# 天童頼貞
天童 頼貞（てんどう よりさだ）は、戦国時代の武将。最上八楯と称される国人連合の盟主。里見氏流天童氏の第16代当主。天童城（舞鶴城）主。

## 概要
天童頼道の次男。兄頼長の死後、家督を継ぐ。国分盛氏の娘を妻とし、伊達氏と同盟関係にあった。また、天童氏は家系的には清和源氏里見氏の庶流であったが、南北朝時代初期の斯波兼頼出羽下向後、斯波氏（最上氏）より2代続けて養嗣子を受け入れ、血統的に最上氏（斯波氏）一門となりその傘下に入った。しかし、惣領筋の最上氏の弱体化により勢力を拡大し、戦国時代の初めには鎌倉公方から同等の扱いを受けるまでに成長した。
一族の東根頼高が継嗣なく死去すると、次子頼景を後継として東根氏に入れる。最上氏で家督争い（天正最上の乱）が起こると義守・伊達輝宗側に付いて、義光側の寒河江氏を攻撃した。義守・輝宗と義光に和議が成立すると、頼貞も義光と和議を結んだ。天正5年（1577年）義光が天童城に侵攻するが最上八楯と共に防衛に成功し、頼貞の娘を義光の側室とすることで和睦した。1579年に死去という説がある。